# Cipura insularis
Cipura insularis är en irisväxtart som beskrevs av Pierfelice Ravenna. Cipura insularis ingår i släktet Cipura och familjen irisväxter. Inga underarter finns listade i Catalogue of Life.